# 談一鳳
談一鳳（15世紀—16世紀），字文瑞，號鶴林，南直隸常州府無錫縣人，明朝政治人物。

## 生平
談一鳳是弘治五年（1492年）應天鄉試舉人，十八年（1505年）授桂林府訓導，他學識廣博，曾協助編纂《孝廟實錄》，受督學姚鏌器重，當時興建宣成書院，選桂林士子教學，由他負責此事，嚴立教條、分析疑義、改正文體，總會鼓勵諸生，因父親逝世回鄉。正德八年（1513年），任應山縣知縣，能判決疑獄、討平劇賊，改任平江縣知縣，縣民向巡按御史請求留任：「本縣貧瘠，民貧失業，多受流寇侵害，而駐守官軍令倉庫空虛，自談公來到後，爭訟者止息、橫暴者收斂、流離者回歸、頑惰者勤奮，三年內大行教化，希望能暫借以活我民。」巡按御史以其德行慰遣他，到離去時都到百里外士民相送，並在譙樓西側立亭，題曰：「為愛民父母應山知縣無錫談公建」。

## 詩作
- 《九日登龙山饮超然堂》

白发惊前梦，黄花又上簪。
琴棋诗酒兴，父子弟兄心。
曳杖成长啸，衔杯欲短吟。
山堂留夕景，陶令意何深。

## 家族
兒子談愷，嘉靖五年進士。

## 引用
1. 1 2  光緒《無錫金匱縣志·卷十九·宦望》：談愷，字守教，父一鳳，字文瑞，宏治五年舉人，官應山知縣，決疑獄、平劇賊，移官平江歸，愷嘉靖五年進士。
2. ↑  同治《廣西通志·卷二百四十八·宦績八》：談一鳳，字文瑞，無錫人，宏治壬子舉人，乙丑任桂林訓導，博洽有史才，嘗纂《孝廟實錄》，督學姚鏌深器重之，時建宣成書院，選八桂儁士延師分教，一鳳總其事，嚴立教條，析疑義、正文體，每勵諸生以明體達用之學，綽有蘇湖遺風，以外艱歸。 文載
3. ↑  光緒《德安府志·卷十·職官下》：譚【談】一鳳，無錫人，正德八年知應山縣，未一考以課最移令岳之平江，適巡按張過縣，父老上狀乞留，曰：「本縣貧瘠，民貧失業者多流寇擾害，官軍住劄以致倉廩空虛，自譚【談】公至，爭訟者息、橫暴者斂、流離者歸、頑惰者勤，三年之間教化大行，願暫借寇以活我民。」張以其格於例慰遣之，暨去士民相率送百里外，復搆亭於譙樓西偏，題石曰「為愛民父母應山知縣無錫譚【談】公建」。 節錄《顏木碑記》